# بلز کمپائوره
بلز کمپائوره (به فرانسوی: Blaise Compaoré) (زاده ۳ فوریه ۱۹۵۱)، رئیس‌جمهور کشور بورکینافاسو از اکتبر سال ۱۹۸۷ تا اکتبر سال ۲۰۱۴ به مدت ۲۷ سال بود. او با یک کودتا نظامی به قدرت رسیده بود و در نظر داشت با ارائه طرحی به پارلمان برای اصلاح قانون اساسی به دنبال این بود تا بار دیگر در انتخابات ریاست جمهوری شرکت کند که با اعتراضات مردم و برگزاری تظاهرات و دخالت ارتش، برکنار شد.
کمپائوره یکی از همراهان توما سانکارا، رئیس‌جمهور وقت در طی سال ۱۹۸۰ بود که در اکتبر ۱۹۸۷، رهبر کودتا علیه سانکارا شد و وی را به قتل رساند، پس از آن او در انتخابات ریاست جمهوری سالهای ۱۹۹۱، ۱۹۹۸، ۲۰۰۵، و ۲۰۱۰ قدرت را به دست آورد.
تخریب روابط با کشورهای همسایه، از دلایلی بود که کمپائوره برای عمل‌اش عنوان کرد. پس از کودتا و با وجود این که مرگ سانکارا مشخص بود، بعضی از اعضای CDR برای چندین روز مقاومت مسلحانه‌ای را بر ضد ارتش انجام دادند.

## برکناری
ارتش بورکینافاسو در ۳۱ اکتبر ۲۰۱۴، بلز کمپائوره رئیس‌جمهور بورکینافاسو را از قدرت برکنار کرد. همچنین، ارتش بورکینافاسو، دولت و پارلمان این کشور را منحل کرد. در این کودتا، زفیرین دایابر رهبر مخالفان، بود.
کمپائوره با یک کودتا نظامی به قدرت رسیده بود و در نظر داشت با ارائه طرحی به پارلمان برای اصلاح قانون اساسی به دنبال این بود تا بار دیگر در انتخابات ریاست جمهوری شرکت کند که با اعتراضات مردم و برگزاری تظاهرات و دخالت ارتش، برکنار شد.